# Kapteyn Instituut

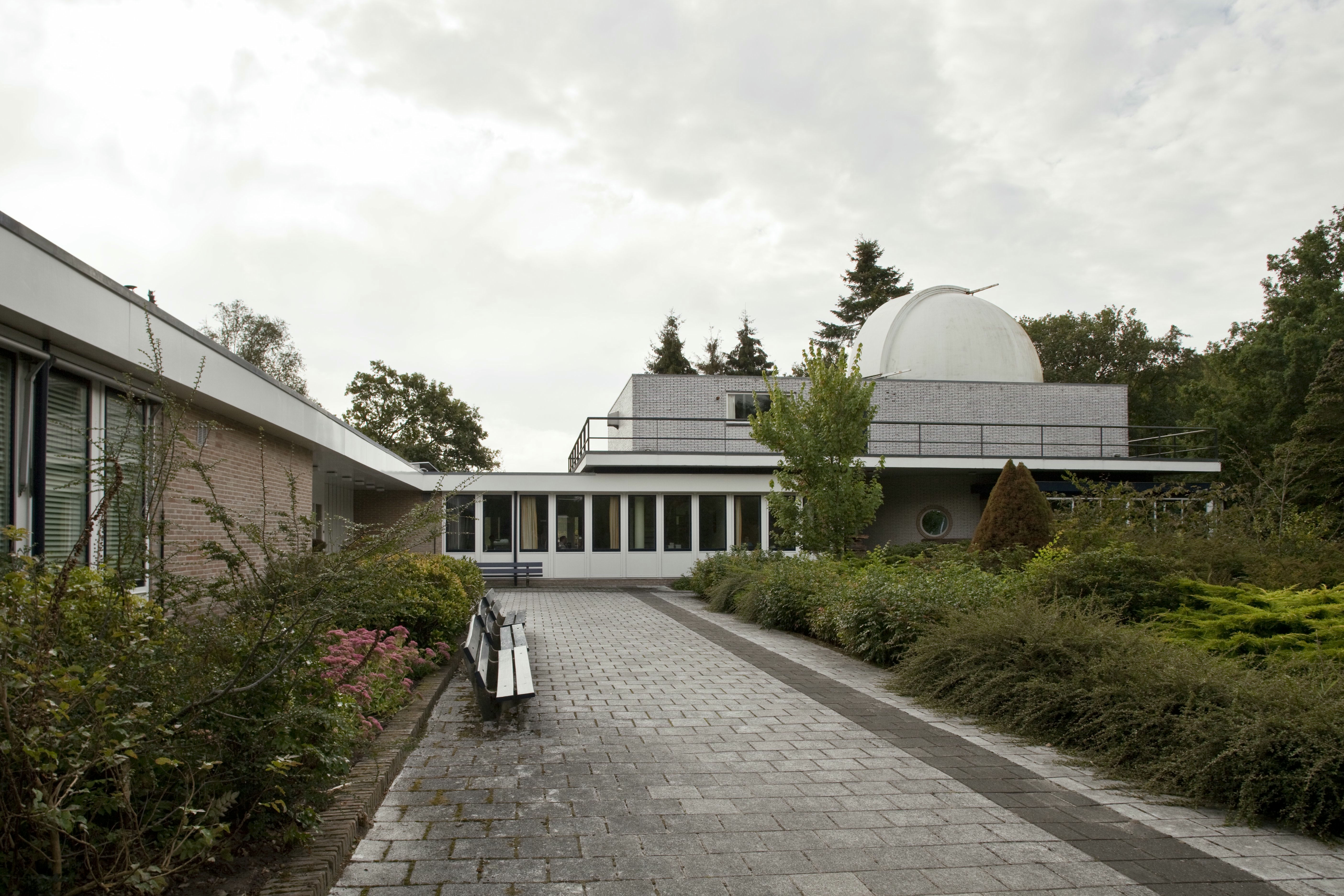
De Kapteyn Sterrenwacht

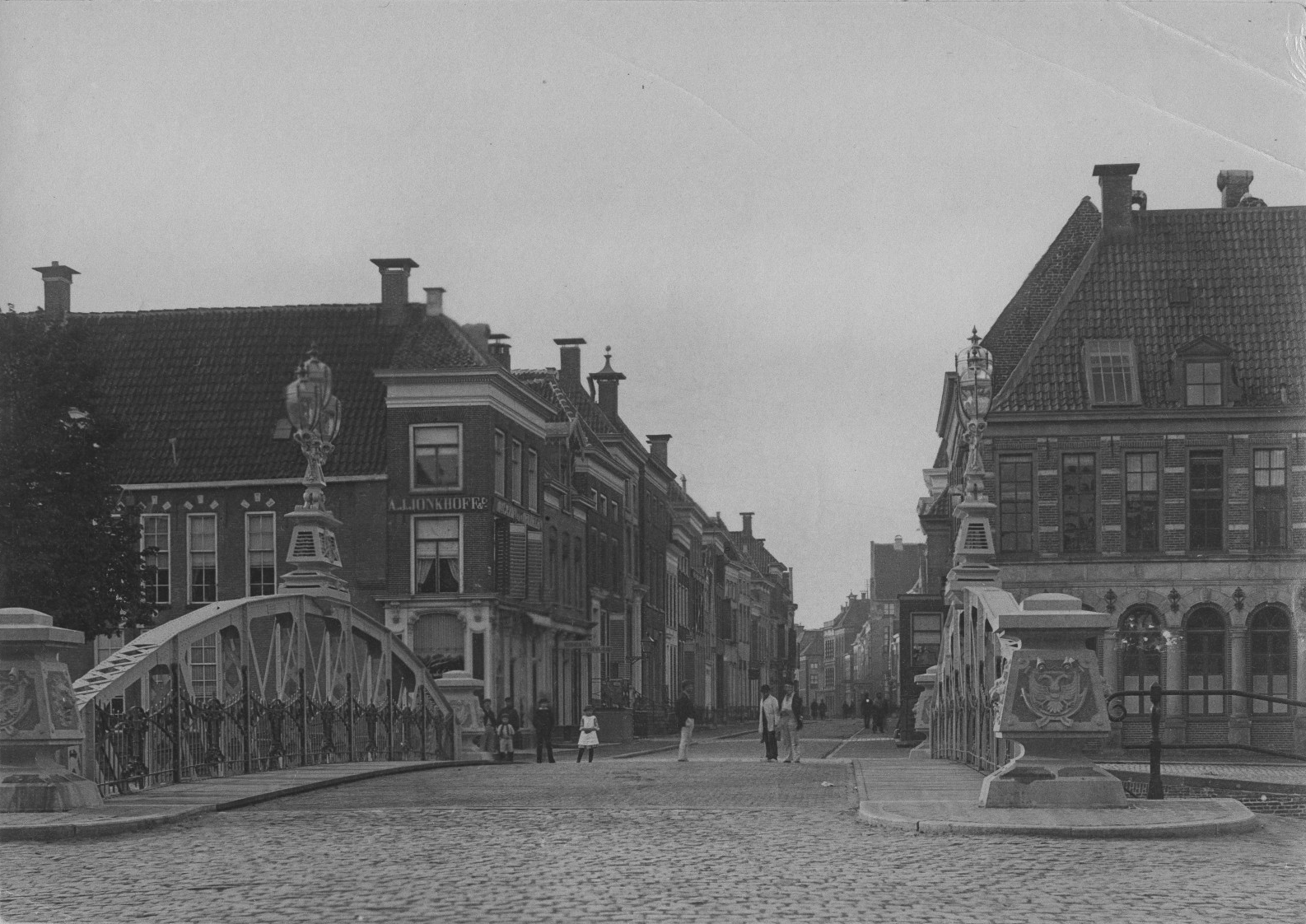
De Boteringebrug met rechts het gebouw van het Astronomische laboratorium omstreeks 1899.

Het Kapteyn Instituut is de naam van de afdeling sterrenkunde van de Rijksuniversiteit Groningen. De afdeling is gevestigd in de Kapteynborg op het Zernikecomplex in het noorden van de stad Groningen.

## Geschiedenis
Het instituut is genoemd naar zijn oprichter, Jacobus Cornelius Kapteyn (1851 – 1922). Kapteyn werd in 1878 hoogleraar in de astronomie en theoretische mechanica toen er nog geen observatorium bestond in Groningen. Kapteyns eerste "Astronomische laboratorium" werd geopend in 1896 aan de Oude Boteringestraat (nu Hotel Corps de Garde). In 1913 verhuisde het lab naar de Broerstraat op het terrein van het Academiegebouw in het centrum van de stad
. In 1970 verhuisde het instituut naar een nieuw gebouw op het Zernikecomplex. Sinds 1983 huist het instituut in het huidige gebouw, dat wordt gedeeld met de afdeling Low-Energy Astrophysics van SRON.
Het oude gebouw aan de Broerstraat is op 2 februari 1988 getroffen door een brand. Het pand werd tot dan toe bijna niet meer gebruikt en is daarom ook niet meer herbouwd. Tegenwoordig dient het terrein waarop het pand stond als parkeerruimte; de doorgang op de 1e verdieping tussen het Academiegebouw en de voormalige sterrenwacht is er nog steeds.

## Telescopen
Van 1965 tot 1995 was er een observatorium vlak bij Roden, zo'n 20 km ten zuidwesten van Groningen, onder de naam Kapteyn Sterrenwacht. De gebouwen bestaan nog, maar zijn niet langer bij de universiteit in gebruik. Hier stond in de jaren '70 van de 20e eeuw een 61cm-telescoop, die later verplaatst is naar het Planetron in Dwingeloo.
Sinds 2008 beschikt het Instituut over de Blaauw Sterrenwacht op het dak van de Bernouilliborg, met de 40-cm Gratama-telescoop.
In 2021 is de Dark Sky Park Lauwersmeer-telescoop geopend.

## Directeuren
- 1896 - 1921 Jacobus Cornelius Kapteyn
- 1921 - 1957 Pieter van Rhijn
- 1957 - 1970 Adriaan Blaauw
- 1970 - 1982 Stuart Pottasch
- 1982 - 1985 Ronald J. Allen
- 1985 - 1991 Hugo van Woerden
- 1991 - 1994 Pieter C. van der Kruit
- 1994 - 1998 Tjeerd S. van Albada
- 1998 - 2005 Pieter C. van der Kruit
- 2005 - 2011 Thijs van der Hulst
- 2011 - 2017 Reynier Peletier
- 2017 - 2020 Scott Trager
- 2020 - 2025 Léon Koopmans
- 2025 - nu Inga Kamp